# 接近终点
《接近终点》（西班牙語：Sirat. Trance en el desierto）是2025年上映的劇情片，由法国和西班牙合拍，奧利佛·勒賽执导，塞尔希·洛佩斯和布鲁诺·努涅斯·阿霍纳主演。电影讲述一位父亲在摩洛哥南部沙漠寻找失踪女儿的故事。电影入选第78屆坎城影展主竞赛单元，2025年5月15日全球首映，斩获評審團獎。同年6月6日在西班牙院线上映，由BTeam Pictures发行。

## 剧情
在摩洛哥南部，一场銳舞派对正在火热进行中，大家跟着電子音樂节奏跳舞。男子路易斯和儿子埃斯特班向派对的参加者派发宣传单，上面印有一名失踪女性的图片，这名女性是男子的女儿玛尔。参加者告诉男子，沙漠深处还有一场锐舞派对正在举行，失踪女子可能去过那里。随后一群士兵闯入派对，要求参加派对的欧洲人原地解散。派对参加者斯蒂夫、珠儿、托宁、比吉和乔什钻进两辆大面包车，在车队的护航下离开现场，路易斯和埃斯特班带着他们的爱犬皮帕坐进一辆小面包车。车载电台传出两国爆发武装冲突的消息，派对参加者劝路易斯和埃斯特班不要跟随，两人执意一同前往。车队驶向南方，来到“接近毛里塔尼亚”的某地。大家开始分享自己的不幸遭遇，关系也更加紧密。路易斯提出要为参加者支付油钱，皮帕舔了被LSD污染的粪便，倒在地上。一行人开车渡河，大家共享食物和汽油，托宁即兴表演一首歌，用自己截肢表演木偶戏。广播里传出第三次世界大战爆发的消息。在通过一处隘口时，有辆面包车卡在中间。等待大家好不容易把车子挪出来，站在路易斯面包车后等待的埃斯特班和皮帕不慎坠崖身亡。
剩下的人开车进入沙漠纵深处，寻求外界帮助。一群牧民从旁走过，完全不理会他们的求救。与此同时，精神恍惚的路易斯独自在沙漠里漫步，幸好被珠儿和斯蒂夫救走。众人服用精神药物，用两个大喇叭在沙漠里开启即兴的锐舞派对，珠儿觉得这样能让大家暂时忘记眼下的痛苦。在恍惚状态中，珠儿误踩深埋沙漠的地雷，当场被炸死。托宁接近珠儿的时候，也踩中地雷被炸死。大家这才发现自己误入雷区，赶紧走到一处满是岩石的地方，以为这里应该不会有地雷埋藏。他们将一辆面包车推向岩石地，用面包车来排雷，开出一条通往岩石地的无雷路，结果面包车压中地雷爆炸。众人又找来第二辆面包车，如法炮制。车子压中地雷，在地雷爆炸前改变方向，但又压上另一颗地雷，最终爆炸，没能将所有地雷排除。路易斯以身冒险，走直线进入岩石区，成功抵达。比吉跟随其后，结果被炸死。斯蒂夫和乔什闭着眼睛跟着路易斯，到达了目的地。斯蒂夫、乔什和路易斯与其他人一起，登上火车顶，穿越沙漠。

## 演员
- 塞尔希·洛佩斯（西班牙语：Sergi López） 饰 路易斯（Luis）
- 布鲁诺·努涅斯·阿霍纳（Bruno Núñez Arjona）饰 埃斯特班（Esteban）
- 理查德·贝拉米（Richard Bellamy）饰 比吉（Bigui）
- 斯蒂芬妮娅·嘉达（Stefania Gadda）饰 斯蒂夫（Stef）
- 约书亚·利亚姆·亨德森（Joshua Liam Henderson）饰 乔什（Josh）
- 托宁·詹维耶（Tonin Janvier）饰 托宁（Tonin）
- 杰德·乌基德（Jade Oukid）饰 珠儿（Jade）

## 制片

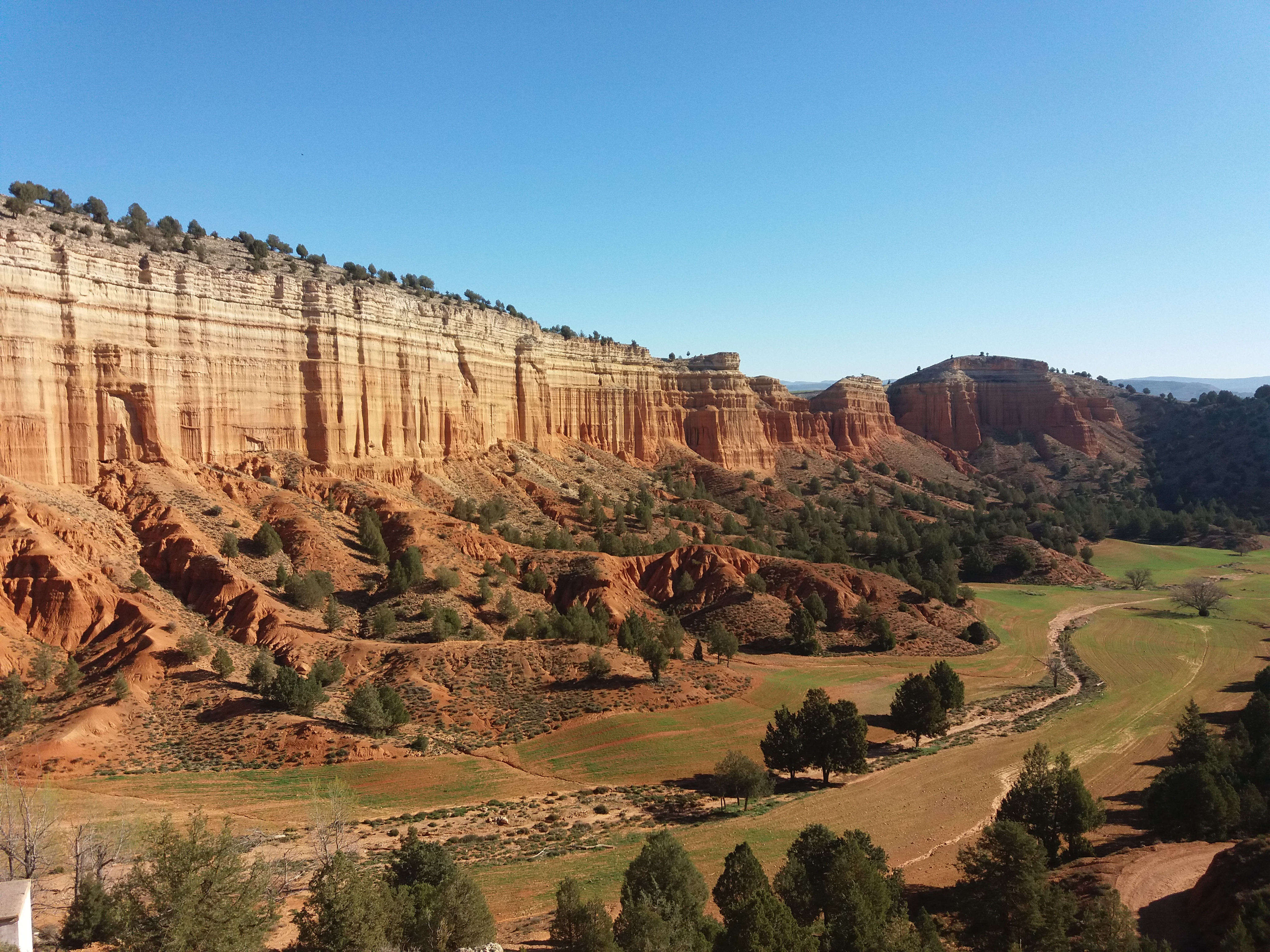
电影在西班牙特魯埃爾省和薩拉戈薩省取景

2023年11月，仍在开发的电影获得西班牙电影与视听艺术学院120万欧元补助。2024年1月，西班牙電信旗下流媒体平台Movistar Plus+宣布本片与罗德里戈·索罗戈延的《所爱之人》、伊西亚尔·博利亚因的《我叫内文卡》、阿尔韦托·罗德里格斯·利布里羅的《老虎隊》，以及安娜·鲁哈斯执导的电影将在院线下架后登陆平台。勒賽表示当时未定名的本片讲述“摩洛哥一群锐舞派对参加者的故事，他们当中包括一名寻找失踪女儿的父亲和他的儿子”，片子会“非常催眠，非常感性”，是他最为激进、最政治化的作品。
演出阵容中，除塞尔希·洛佩斯和布鲁诺·努涅斯·阿霍纳外，其余都是素人。主体拍摄于2024年5月至7月在西班牙和摩洛哥两国进行。考虑到经费有限，部分场景需要在西班牙拍摄，为此剧组积极在当地寻找体现摩洛哥阿特拉斯山脈和小阿特拉斯山脉沙漠地区的风貌。剧组原本打算在莫内格罗斯取景，在阿拉贡电影委员会联络员的说服下，勒賽在取景地改在兰布拉德巴拉奇纳（Rambla de Barrachina）。勒賽说这个地方“像是上帝打造那样”；据说这个地方让他有了微调剧本的念想。剧组在西班牙特魯埃爾省和薩拉戈薩省拍摄了一个月，之后来到摩洛哥拍摄一个月，取景地包括拉希迪耶附近地区和伊尔富德。勒賽表示，拍摄期间，剧组遭遇酷暑和沙尘暴。电影采用超级16毫米胶片拍摄。

## 发行
2024年5月6日，火柴工厂（Match Factory）买下电影的国际发行权。首支预告片于2025年5月6日公开。电影入选第78屆坎城影展主竞赛单元，2025年5月15日全球首映。
2025年6月6日在西班牙院线上映，由BTeam Pictures发行。同年9月3日在法国上映，由金字塔影业（Pyramide Films）发行。
戛纳首映礼结束后，霓虹买下电影北美发行权，MUBI买下意大利、土耳其和印度发行权。

## 反响

### 专业评价
根据評論匯總网站爛番茄汇总的39篇评论文章，100%的评论家给予该作正面评价，平均打分为8.4分（满分10分）。在Metacritic上，11位影評人共給予了82分的分數（滿分100分），這部電影獲得了「一致好評」。

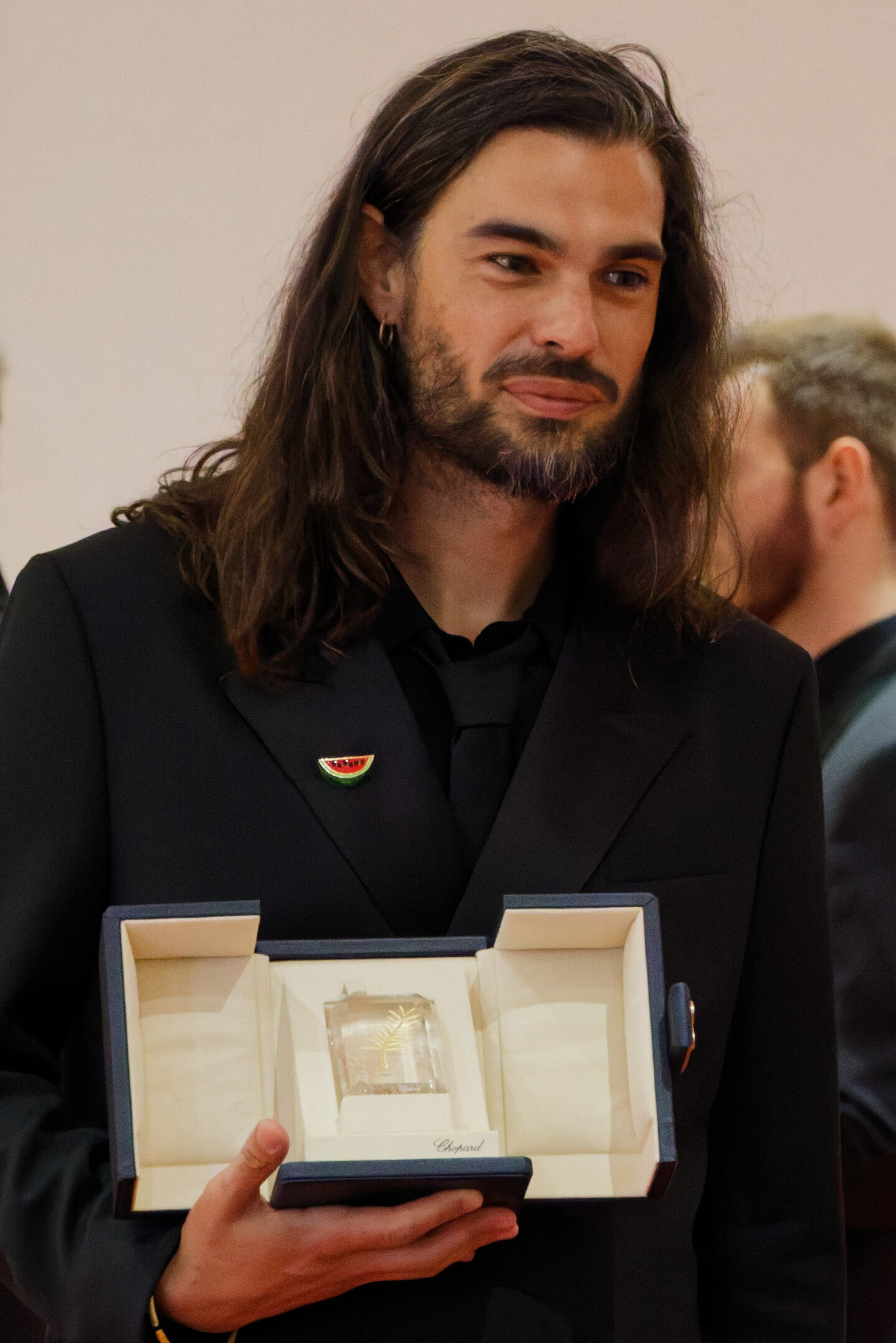
导演奧利佛·勒賽凭借本片获得第78屆坎城影展評審團獎

戛纳首映礼结束后，影片在IndieWire主办的2025戛纳影评人调查（2025 Cannes Critics Survey）中当选影展最佳电影。

### 奖项
| 大奖       | 颁奖日期      | 奖项                                        | 获得者                         | 结果 | 参考   |
| ---------- | ------------- | ------------------------------------------- | ------------------------------ | ---- | ------ |
| 戛纳电影节 | 2025年5月24日 | 金棕榈奖                                    | 奧利佛·勒賽                    | 提名 | [ 23 ] |
| 戛纳电影节 | 2025年5月24日 | 評審團獎                                    | 奧利佛·勒賽                    | 獲獎 | [ 23 ] |
| 戛纳电影节 | 2025年5月24日 | 法国艺术院线联盟电影艺术与随笔奖 – 特别提及 | 奧利佛·勒賽                    | 獲獎 | [ 24 ] |
| 戛纳电影节 | 2025年5月24日 | 原聲帶獎                                    | 康定·雷                        | 獲獎 | [ 25 ] |
| 戛纳电影节 | 2025年5月24日 | 狗狗金棕櫚獎 – 评审团大奖                   | 皮帕（Pipa）和露皮塔（Lupita） | 獲獎 | [ 26 ] |